# Variantes del alfabeto cirílico

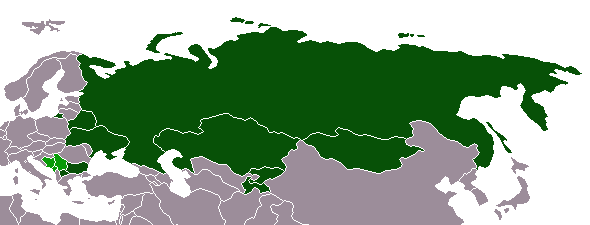
Distribución del alfabeto cirílico en el mundo. En color verde oscuro los países que utilizan el alfabeto cirílico como escritura principal; en verde más claro los que usan el cirílico, junto con otra escritura oficial.

Esta es una lista de las variantes nacionales del alfabeto cirílico.
Los sonidos se indican usando IPA. Estos son sólo indicadores aproximados. Si bien estas lenguas, en general, tienen ortografías fonéticas, hay algunas excepciones, por ejemplo, la <г> rusa es representada como /v/ en un número de palabras (ej: его (yego, 'su', es pronunciado [jɪˈvo] en vez de [jɪˈgo].
Hay que tener en cuenta que las transliteraciones de los nombres pueden variar, especialmente con la y/j/i, pero también con gh/g/h y zh/j.

## Letras comunes
La siguiente tabla muestra las letras cirílicas que se utilizan en la mayoría de las versiones nacionales del alfabeto cirílico. Excepciones y adiciones a las lenguas particulares se indican a continuación.
| Imprenta | Cursiva | Nombre                                                            | Sonido            |
| -------- | ------- | ----------------------------------------------------------------- | ----------------- |
| А а      | А а     | A                                                                 | /a/               |
| Б б      | Б б     | Be                                                                | /b/               |
| В в      | В в     | Ve                                                                | /v/               |
| Г г      | Г г     | Ge                                                                | /g/               |
| Д д      | Д д     | De                                                                | /d/               |
| Е е      | Е е     | Ye                                                                | /je/, /ʲe/        |
| Ж ж      | Ж ж     | Zhe                                                               | /ʒ/               |
| З з      | З з     | Ze                                                                | /z/               |
| И и      | И и     | I                                                                 | /i/, /ʲi/         |
| Й й      | Й й     | I corta (Ruso: I krátkoye)                                        | /j/               |
| К к      | К к     | Ka                                                                | /k/               |
| Л л      | Л л     | El                                                                | /l/               |
| М м      | М м     | Em                                                                | /m/               |
| Н н      | Н н     | En                                                                | /n/               |
| О о      | О о     | O                                                                 | /o/               |
| П п      | П п     | Pe                                                                | /p/               |
| Р р      | Р р     | Er                                                                | /r/               |
| С с      | С с     | Es                                                                | /s/               |
| Т т      | Т т     | Te                                                                | /t/               |
| У у      | У у     | U                                                                 | /u/               |
| Ф ф      | Ф ф     | Ef                                                                | /f/               |
| Х х      | Х х     | Ja                                                                | /x/               |
| Ц ц      | Ц ц     | Tse                                                               | /ts/              |
| Ч ч      | Ч ч     | Che                                                               | /tʃ/              |
| Ш ш      | Ш ш     | Sha                                                               | /ʃ/               |
| Щ щ      | Щ щ     | Scha, Shta                                                        | /ʃtʃ/, /ɕː/, /ʃt/ |
| Ь ь      | Ь ь     | Signo blando (Ruso: myágkiy znak) o yer chica (Búlgaro: er malak) | /ʲ/               |
| Ю ю      | Ю ю     | Yu                                                                | /ju/, /ʲu/        |
| Я я      | Я я     | Ya                                                                | /ja/, /ʲa/        |

El signo blando <ь> no es una letra que representa un sonido, sino que modifica el sonido de la letra anterior, indicando una palatalización ("ablandamiento"), también separa la consonante de la vocal siguiente. A veces no tiene sentido fonético, sólo ortográfico (ej: la palabra rusa туш, tush [tuʂ] 'fanfarria'; тушь, tushʹ [tuʂ] 'tinta india'). En algunos idiomas, un signo duro <ъ> o apóstrofo <’> sólo separa la consonante de la siguiente vocal (бя [bʲa], бья [bʲja], бъя = б’я [bja]).

## Idiomas eslavos

### Bielorruso
| А а | Б б | В в | Г г | Д д | Е е | Ё ё | Ж ж | З з | І і | Й й |
| К к | Л л | М м | Н н | О о | П п | Р р | С с | Т т | У у | Ў ў |
| Ф ф | Х х | Ц ц | Ч ч | Ш ш | Ы ы | Ь ь | Э э | Ю ю | Я я |     |

El alfabeto bielorruso presenta las siguientes características:
- Г representa una fricativa glotal /ɦ/.
- Yo (Ё ё) /jo/
- I se asemeja a la letra latina I (І, і).
- La U corta (Ў, ў) decae entre la U y la Ef. Se parece a la U (У) con un breve y representa la /w/.
- Una combinación de sh y ch (ШЧ, шч) se utiliza con los que están familiarizados sólo con el ruso y/o ucraniano y esperarían una Shcha (Щ, щ).
- La Yery (Ы ы) es /ɨ/
- La E (Э э) es /ɛ/
- Se utiliza un apóstrofo para indicar la des-palatalización de la consonante anterior.
- Las combinaciones de letras Дж дж y Дз дз aparecen luego de la Д д en el alfabeto bielorruso en algunas publicaciones. Cada uno de esos dígrafos representan un sonido individual: Дж /dʒ/, Дз /dz/.
- Una minoría de los hablantes de bielorruso aún emplean el alfabeto latino en su escritura (véase romanización łacinka), pero éste no es oficial. El único sistema de escritura oficialmente reconocido en Bielorrusia es el alfabeto cirílico.

### Bosnio
El idioma bosnio utiliza tanto el alfabeto latino y cirílico pero el cirílico es rara vez utilizado en la práctica hoy. Hubo también una escritura cirílica bosnia (bosančica) utilizada en la Edad Media, junto con otras escrituras, aunque su relación con el idioma bosnio, que sólo fue estandarizado en la década de 1990 y cuya condición de lengua es todavía materia de debate, es endeble en el mejor de los casos. El cirílico moderno usado para escribir el idioma es la variante serbia.

### Búlgaro
| А а | Б б | В в | Г г | Д д | Е е | Ж ж | З з | И и | Й й | К к |
| Л л | М м | Н н | О о | П п | Р р | С с | Т т | У у | Ф ф | Х х |
| Ц ц | Ч ч | Ш ш | Щ щ | Ъ ъ | Ь ь | Ю ю | Я я |     |     |     |

El alfabeto búlgaro presenta las siguientes características:
- La letra (Е) representa /ɛ/ y se llama "е" [e].
- La letra (Щ) representa /ʃt/ y se llama "щъ" [ʃtə].
- La letra (Ъ) representa la vocal /ɤ/, y se llama "ер голям" [ˈer goˈlʲam] ('er grande').

Los nombres búlgaros para las consonantes son [bɤ], [kɤ], [lɤ] etc. en vez de [be], [ka], [el] etc.

### Macedonio
| А а | Б б | В в | Г г | Д д | Ѓ ѓ | Е е | Ж ж | З з | Ѕ ѕ | И и |
| Ј ј | К к | Л л | Љ љ | М м | Н н | Њ њ | О о | П п | Р р | С с |
| Т т | Ќ ќ | У у | Ф ф | Х х | Ц ц | Ч ч | Џ џ | Ш ш |     |     |

El alfabeto macedonio difiere del serbio en las siguientes maneras:
- Entre la Ze y la I está la letra Dze (Ѕ, ѕ), que se parece a la letra latina S y representa /dz/.
- La Djerv (Ꙉ, ꙉ) es reemplazada por la Gje (Ѓ, ѓ), que se parece a la Ghe con un acento agudo (´) y representa /ɟ/,
- La Tjerv (Ћ, ћ) es reemplazada por la Kja (Ќ, ќ), Que se parece a la Ka con un acento agudo (´), representa /c/.

### Ruso
| А а | Б б | В в | Г г | Д д | Е е | Ё ё | Ж ж | З з | И и | Й й |
| К к | Л л | М м | Н н | О о | П п | Р р | С с | Т т | У у | Ф ф |
| Х х | Ц ц | Ч ч | Ш ш | Щ щ | Ъ ъ | Ы ы | Ь ь | Э э | Ю ю | Я я |

- La letra (Ё ё) es /jo/
- El signo duro[nota 1] (Ъ ъ) indica la no palatalización[nota 2]
- El signo blando indica que la consonante debe ser palatalizada en adición a una [j] precediendo la vocal. El Signo Blando también indica que una consonante antes de otra consonante o al final de una palabra es palatalizada. 
Ejemplos: та ([ta]); тя ([tʲa]); тья ([tʲja]); тъя ([tja]); т (/t/); ть ([tʲ]).

- La Yery (Ы ы) indica [ɨ] (un alófono de /i/)
- La E (Э э) es /e/
- Las Ж y Ш indican sonidos que son retroflejos

Antes de la reforma de 1918, había cuatro letras adicionales en uso: Іі (reemplazada por la Ии), Ѳѳ (Фита "Fita", reemplazada por la Фф), Ѣѣ (Ять "Yat", reemplazada por la Ее), y Ѵѵ (ижица "Ízhitsa", reemplazada por la Ии); estas fueron eliminadas por las reformas de la ortografía rusa.

### Rusino
El Idioma rusino es hablado por los Lemko rusinos en Rutenia, Eslovaquia, y Polonia, y los rusinos panónicos en Serbia.
| А а | Б б  | В в  | Г г | Ґ ґ | Д д | Е е | Є є | Ё ё* | Ж ж | З з  |
| И и | I і* | Ы ы* | Ї ї | Й й | К к | Л л | М м | Н н  | О о | П п  |
| Р р | С с  | Т т  | У у | Ф ф | Х х | Ц ц | Ч ч | Ш ш  | Щ щ | Ѣ ѣ* |
| Ю ю | Я я  | Ь ь  | Ъ ъ |     |     |     |     |      |     |      |

### Serbio
| А а | Б б | В в | Г г | Д д | Ђ ђ | Е е | Ж ж | З з | И и | Ј ј |
| К к | Л л | Љ љ | М м | Н н | Њ њ | О о | П п | Р р | С с | Т т |
| Ћ ћ | У у | Ф ф | Х х | Ц ц | Ч ч | Џ џ | Ш ш |     |     |     |

El alfabeto serbio muestra las siguientes características:
- La E representa /ɛ/.
- Entre la Д y E está la letra Dje (Ђ, ђ), que representa /dʑ/, y parece igual a la Tshe, excepto que la curva en la h es más cerrada y cae hacia abajo.
- Entre la И y К está la letra Je (Ј, ј), representa /j/, es igual que la letra latina J.
- Entre la Л y М está la letra Lje (Љ, љ), representando /ʎ/, es como una unión entre la Л y el Signo Suave.
- Entre la Н y О está la letra Nje (Њ, њ), representando /ɲ/, es como una unión entre Н y el Signo Suave.
- Entre la Т y la У está la letra Tshe (Ћ, ћ), representando /tɕ/ y parece una h latina minúscula con una barra. En mayúsculas, la barra aparece en la parte superior, y en minúsculas, la barra cruza la parte superior a la mitad de la línea vertical.
- Entre la Ч y Ш está la letra Dzhe (Џ, џ), representando /dʒ/, que se parece a la Ts pero con la cola movida del lado derecho de la barra inferior a la mitad de la barra inferior.
- Ш es la última letra.
- El serbio también utiliza el alfabeto latino.

### Ucraniano
| А а | Б б | В в | Г г | Ґ ґ | Д д | Е е | Є є | Ж ж | З з | И и |
| І і | Ї ї | Й й | К к | Л л | М м | Н н | О о | П п | Р р | С с |
| Т т | У у | Ф ф | Х х | Ц ц | Ч ч | Ш ш | Щ щ | Ь ь | Ю ю | Я я |

El alfabeto ucraniano presenta las siguientes características:
- La Ve representa /ʋ/ (que puede ser pronunciada [w] en última posición de una palabra y antes de las consonantes).
- Está presente la letra Yi ( Ï, ï ) que suena como /yi/ o /ji/
- La He (Г, г) representa una fricativa glotal, (/ɦ/).
- La Ge (Ґ, ґ) aparece después de la He (Г, г) y representa el sonido /g/. Parece una He con un "cuerno" arriba a la derecha de la barra superior. (Esta letra no era oficialmente usada en la Unión Soviética después de 1933, por lo que no se encuentra en las fuentes cirílicas más antiguas.)
- La Е (Е, е) representa /ɛ/.
- La Ye (Є, є) aparece luego de la E, representa /jɛ/.
- La Y (И, и) representa /ɪ/.
- La І (І, і) aparece luego de la Y, representa /i/.
- La Yot (Й, й) representa /j/.
- La Shcha (Щ, щ) representa ʃtʃ.
- Un apóstrofo (’) es usado para marcar la despalatalización de la consonante precedente.
- Como en el cirílico bielorruso, los sonidos /dʒ/, /dz/ son representados por los dígrafos Дж y Дз respectivamente.
- Hasta las reformas en 1990, El Signo blando (Ь, ь) aparecía al final del alfabeto, luego de la Ju (Ю, ю) y Ja (Я, я), en lugar de antes, como en el alfabeto ruso. Muchos hablantes nativos siguen ignorando esta reforma.

## Idiomas no eslavos
Estos alfabetos generalmente fueron modelados luego del ruso, pero a menudo tienen diferencias notables, especialmente cuando fueron adaptados para las lenguas del Cáucaso. Los primeros de ellos fueron generados por los misioneros ortodoxos para los pueblos fineses y pueblos túrquicos Idel-Ural (Maris, Udmurtos, Mordvinos, Chuvasios, Tártaros Keräşens) en la década de 1870. Más tarde se crearon alfabetos para algunos de los pueblos siberianos y cáucasos que recientemente se convirtieron al cristianismo. En los años '30, algunos de esos alfabetos fueron sustituidos por el Alfabeto túrquico uniforme. Todos los pueblos de la antigua Unión Soviética que habían estado usando una escritura árabe u otras escrituras asiáticas (escritura mongol, etc.) también adoptaron los alfabetos cirílicos, y durante la Gran Purga a fines de los años '30, todos los alfabetos basados en el latino de los pueblos de la Unión Soviética fueron sustituidos por el cirílico (las Repúblicas bálticas se anexaron después, y no fueron afectadas por este cambio). El alfabeto de Abjasia fue cambiado al Mxedruli, pero luego de la muerte de Stalin, Abjasia también adoptó el cirílico. El último idioma en adoptar el cirílico fue el idioma gagauzo, que usaba la escritura griega antes.
En Uzbekistán, Azerbaiyán y Turkmenistán, el uso del cirílico para representar los idiomas locales a menudo ha sido un tema políticamente controvertido desde la disolución de la Unión Soviética, ya que evoca la época del régimen soviético y la rusificación. Algunos de los pueblos de la Federación de Rusia, como el tártaro, también han intentado abandonar el cirílico, pero la medida fue suspendida en virtud de la legislación rusa. Un número de idiomas han pasado del cirílico a otros tipos de escritura, ya sea basados en el latín o volviendo a su sistema de escritura anterior.
Diferenciándose del alfabeto latino, que es normalmente adaptado a diferentes idiomas usando adiciones a las letras existentes, como acentos, diéresis, tildes y cedillas, el alfabeto cirílico es normalmente adaptado creando letras con formas completamente nuevas. En algunos alfabetos inventados en el siglo XIX, como el mari, el udmurto y el chuvasio, las diéresis y breves también son usadas.
Los sefardíes búlgaros y bosnios carentes de tipos en hebreo ocasionalmente imprimían en judeoespañol en cirílico.

### Idiomas iraníes

#### Osetio
Más información en Idioma osetio
El idioma osetio usaba oficialmente el alfabeto latino hasta 1937.
| А а   | Ӕ ӕ | Б б   | В в | Г г | Гъ гъ | Д д   | Дж дж |
| Дз дз | Е е | Ё ё   | Ж ж | З з | И и   | Й й   | К к   |
| Къ къ | Л л | М м   | Н н | О о | П п   | Пъ пъ | Р р   |
| С с   | Т т | Тъ тъ | У у | Ф ф | Х х   | Хъ хъ | Ц ц   |
| Цъ цъ | Ч ч | Чъ чъ | Ш ш | Щ щ | Ъ ъ   | Ы ы   | Ь ь   |
| Э э   | Ю ю | Я я   |     |     |       |       |       |

#### Tayiko
El idioma tayiko es escrito usando un alfabeto basado en el cirílico.
| А а | Б б | Г г | Д д | Е е | Ё ё | Ж ж | З з | И и | Й й | К к |
| Л л | М м | Н н | О о | П п | Р р | С с | Т т | У у | Ф ф | Х х |
| Ч ч | Ш ш | Ъ ъ | Э э | Ю ю | Я я | Ғ ғ | Ӣ ӣ | Қ қ | Ӯ ӯ | Ҳ ҳ |
| Ҷ ҷ |     |     |     |     |     |     |     |     |     |     |

### Moldavo
El idioma moldavo usaba el alfabeto cirílico hasta 1918 y luego de nuevo entre 1946 y 1989. Hoy en día, este alfabeto es todavía oficial en la república no reconocida de Transnistria.

### Mongol
Las lenguas mongólicas incluyen el mongol jalja (en Mongolia), el buriato (alrededor del lago Baikal) y el calmuco (noroeste del mar Caspio). El mongol jalja es escrito también con el alfabeto cirílico mongol*.

#### Descripción general
Esta tabla contiene todos los caracteres usados.
Һһ se muestra dos veces, tal y como aparece en las dos ubicaciones diferentes en el buriato y el calmuco
| Jalja   | Аа |    | Бб | Вв | Гг |    | Дд | Ее | Ёё | Жж |    | Зз | Ии | Йй | Кк | Лл | Мм | Нн |    | Оо |
| Buriato | Аа |    | Бб | Вв | Гг |    | Дд | Ее | Ёё | Жж |    | Зз | Ии | Йй |    | Лл | Мм | Нн |    | Оо |
| Calmuco | Аа | Әә | Бб | Вв | Гг | Һһ | Дд | Ее |    | Жж | Җҗ | Зз | Ии | Йй | Кк | Лл | Мм | Нн | Ңң | Оо |
|         |    |    |    |    |    |    |    |    |    |    |    |    |    |    |    |    |    |    |    |    |
| Jalja   | Өө | Пп | Рр | Сс | Тт | Уу | Үү | Фф | Хх |    | Цц | Чч | Шш | Щщ | Ъъ | Ыы | Ьь | Ээ | Юю | Яя |
| Buriato | Өө | Пп | Рр | Сс | Тт | Уу | Үү |    | Хх | Һһ | Цц | Чч | Шш |    |    | Ыы | Ьь | Ээ | Юю | Яя |
| Calmuco | Өө | Пп | Рр | Сс | Тт | Уу | Үү |    | Хх |    | Цц | Чч | Шш |    |    |    | Ьь | Ээ | Юю | Яя |

#### Jalja
| А а | Б б | В в | Г г | Д д | Е е | Ё ё | Ж ж | З з | И и | Й й |
| К к | Л л | М м | Н н | О о | Ө ө | П п | Р р | С с | Т т | У у |
| Ү ү | Ф ф | Х х | Ц ц | Ч ч | Ш ш | Щ щ | Ъ ъ | Ы ы | Ь ь | Э э |
| Ю ю | Я я |     |     |     |     |     |     |     |     |     |

- В в = /w/
- Е е = /jɛ/, /jœ/
- Ё ё = /jo/
- Ж ж = /dʒ/
- З з = /dz/
- Н н = /n-/, /-ŋ/
- Ө ө = /œ/
- Ү ү = /y/
- Ы ы = /iː/ (luego de una consonante dura)
- Ь ь = /ĭ/ (más corta)
- Ю ю = /ju/, /jy/

Las letras cirílicas Кк, Фф y Щщ no se usan en las palabras mongoles nativas, sólo para las palabras de origen ruso.
*El mongol Jalja dejará de usar cirílico pronto

#### Buriato
El alfabeto cirílico buriato (буряад) es similar al Jalja de por encima, pero la letra Ьь indica la palatalización como en el ruso. El buriato no usa las letras Вв, Кк, Фф, Цц, Чч, Щщ o Ъъ en sus palabras nativas.
| А а | Б б | В в | Г г | Д д | Е е | Ё ё | Ж ж | З з | И и | Й й |
| Л л | М м | Н н | О о | Ө ө | П п | Р р | С с | Т т | У у | Ү ү |
| Х х | Һ һ | Ц ц | Ч ч | Ш ш | Ы ы | Ь ь | Э э | Ю ю | Я я |     |

- Е е = /jɛ/, /jœ/
- Ё ё = /jo/
- Ж ж = /dʒ/
- Н н = /n-/, /-ŋ/
- Ө ө = /œ/
- Ү ү = /y/
- Һ һ = /h/
- Ы ы = /ei/, /iː/
- Ю ю = /ju/, /jy/

#### Calmuco
El alfabeto cirílico calmuco (хальмг) es similar al Jalja, pero las letras Ээ, Юю y Яя aparecen sólo al inicio de una palabra. En el calmuco, las vocales largas se escriben dobles en la primera sílaba (нөөрин), pero las cortas en las sílabas después de la primera. Las vocales cortas se omiten por completo en las sílabas después de la primera (хальмг = /xaʎmag/).
| А а | Ә ә | Б б | В в | Г г | Һ һ | Д д | Е е | Ж ж | Җ җ | З з |
| И и | Й й | К к | Л л | М м | Н н | Ң ң | О о | Ө ө | П п | Р р |
| С с | Т т | У у | Ү ү | Х х | Ц ц | Ч ч | Ш ш | Ь ь | Э э | Ю ю |
| Я я |     |     |     |     |     |     |     |     |     |     |

- Ә ә = /æ/
- В в = /w/
- Һ һ = /ɣ/
- Е е = /ɛ/, /jɛ-/
- Җ җ = /dʒ/
- Ң ң = /ŋ/
- Ө ө = /œ/
- Ү ү = /y/

### Lenguas caucásicas noroccidentales
Las lenguas caucásicas noroccidentales vivas se escriben generalmente usando adaptaciones del alfabeto cirílico.

#### Abjasio
El abjasio es una lengua caucásica, hablada en la República de Abjasia.
| А а   | Б б   | В в   | Г г   | Гь гь | Ҕ ҕ   | Ҕь ҕь | Д д   | Дә дә | Џ џ | Џь џь |
| Е е   | Ҽ ҽ   | Ҿ ҿ   | Ж ж   | Жь жь | Жә жә | З з   | Ӡ ӡ   | Ӡә ӡә | И и | Й й   |
| К к   | Кь кь | Қ қ   | Қь қь | Ҟ ҟ   | Ҟь ҟь | Л л   | М м   | Н н   | О о | Ҩ ҩ   |
| П п   | Ҧ ҧ   | Р р   | С с   | Т т   | Тә тә | Ҭ ҭ   | Ҭә ҭә | У у   | Ф ф | Х х   |
| Хь хь | Ҳ ҳ   | Ҳә ҳә | Ц ц   | Цә цә | Ҵ ҵ   | Ҵә ҵә | Ч ч   | Ҷ ҷ   | Ш ш | Шь шь |
| Шә шә | Щ щ   | Ы ы   |       |       |       |       |       |       |     |       |

### Lenguas caucásicas nororientales
Las Lenguas caucásicas nororientales vivas, tal como las Lenguas caucásicas noroccidentales, en general se escriben utilizando adaptaciones del alfabeto cirílico.

#### Ávaro
El ávaro es una lengua caucásica, hablada en la República de Daguestán, de la Federación de Rusia, donde es cooficial junto con otras lenguas caucásicas como el darguin, lak, lezgiano y tabasarán. Todos esos alfabetos, y algunos otros (abaza, adigués, checheno, ingusetio, cabardiano) tienen un signo extra: pálochka (Ӏ, 'palito' en ruso), el cual da a las consonantes oclusivas sordas su sonido eyectivo particular.
| А а   | Б б   | В в       | Г г   | Гъ гъ | Гь гь | ГI гI | Д д       |
| Е е   | Ё ё   | Ж ж       | З з   | И и   | Й й   | К к   | Къ къ     |
| Кь кь | КI кI | КIкI кIкI | Кк кк | Л л   | М м   | Н н   | О о       |
| П п   | Р р   | С с       | Т т   | ТI тI | У у   | Ф ф   | Х х       |
| Хх хх | Хъ хъ | Хь хь     | ХI хI | Ц ц   | Цц цц | ЦI цI | ЦIцI цIцI |
| Ч ч   | ЧI чI | ЧIчI чIчI | Ш ш   | Щ щ   | Ъ ъ   | Ы ы   | Ь ь       |
| Э э   | Ю ю   | Я я       |       |       |       |       |           |

- В = /w/
- гъ = /ʁ/
- гь = /h/
- гI = /ʕ/
- къ = /qː’/
- кI = /k’/
- кь = /t͡ɬː’/
- кIкI = /t͡ɬː/, también es escrito ЛI лI.
- кк = /ɬ/, también es escrito Лъ лъ.
- тI = /t’/
- х = /χ/
- хъ = /qː/
- хь = /x/
- хI = /ħ/
- цI = /t͡s’/
- чI = /t͡ʃ’/
- Las consonantes dobles, llamadas "fortis", se pronuncian más largas que las consonantes simples (llamadas "lenis").

### Idiomas túrquicos

#### Azerí
El alfabeto cirílico fue usado para la lengua azerí entre 1939 y 1991, excepto en Rusia, donde sigue utilizándose.

#### Bashkir
El alfabeto cirílico fue usado para el idioma bashkir posterior al invierno septentrional de 1938.
| А а | Б б | В в | Г г | Ғ ғ | Д д | Ҙ ҙ | Е е | Ё ё | Ж ж | З з |
| И и | Й й | К к | Ҡ ҡ | Л л | М м | Н н | Ң ң | О о | Ө ө | П п |
| Р р | С с | Ҫ ҫ | Т т | У у | Ү ү | Ф ф | Х х | Һ һ | Ц ц | Ч ч |
| Ш ш | Щ щ | Ъ ъ | Ы ы | Ь ь | Э э | Ә ә | Ю ю | Я я |     |     |

#### Chuvasio
El alfabeto cirílico es usado para el chuvasio desde finales del siglo XIX, con algunos cambios en 1938.

#### Kazajo
El kazajo también se escribe con el alfabeto latino (en Turquía, pero no en Kazajistán), y con el alfabeto árabe modificado (en la República Popular de China, Irán y Afganistán).
- Ә ә = /æ/
- Ғ ғ = /ʁ/ (fricativa uvular)
- Қ қ = /q/ (uvular oclusiva sorda)
- Ң ң = /ŋ/
- Ө ө = /œ/
- У у = /uw/, /yw/,/w/
- Ұ ұ = /u/
- Ү ү = /y/
- Һ һ = /h/
- İ і = /i/

Las letras cirílicas Вв, Ёё, Цц, Чч, Щщ, Ъъ, Ьь y Ээ no son usadas en las palabras kazajas nativas, sólo para vocablos rusos.

#### Kirguís
El kirguís también se escribe en latino y en árabe.
| А а | Б б | Г г | Д д | Е е | Ё ё | Ж ж | З з | И и | Й й | К к |
| Л л | М м | Н н | Ң ң | О о | Ө ө | П п | Р р | С с | Т т | У у |
| Ү ү | Х х | Ч ч | Ш ш | Ы ы | Э э | Ю ю | Я я |     |     |     |

- Ң ң = /ŋ/ (velar nasal)
- Ү ү = /y/ (Vocal cerrada anterior redondeada)
- Ө ө = /œ/ (Vocal semiabierta anterior redondeada)

#### Tártaro
El tártaro ha usado el cirílico desde 1939, pero la comunidad Tártara Ortodoxa Rusa ha utilizado el cirílico desde el siglo XIX. En 2000, un nuevo alfabeto latino, fue adoptado por el idioma tártaro, pero se utiliza generalmente en la Internet.

#### Turcomano
El alfabeto cirílico fue usado para el idioma turcomano de 1940 a 1991, cuando se readoptó el latino, que ya se había estado usando desde 1928. Originalmente usaba el alfabeto árabe, que aún sigue empleándose en los países vecinos (Irán, Afganistán) donde se habla esta lengua.

#### Uzbeko
El alfabeto cirílico se sigue utilizando con mayor frecuencia para el idioma uzbeko, aunque el Gobierno ha adoptado una versión del alfabeto latino para reemplazarlo. La fecha límite para hacer esta transición, sin embargo, ha sido modificada en varias ocasiones. En 2021, el gobierno de Uzbekistán anunció que para el 1 de enero de 2023 todos los documentos oficiales del país se elaborarían empleando el alfabeto latino.
| А а | Б б | В в | Г г | Д д | Е е | Ё ё | Ж ж | З з | И и | Й й | К к |
| Л л | М м | Н н | О о | П п | Р р | С с | Т т | У у | Ф ф | Х х | Ч ч |
| Ш ш | Ъ ъ | Э э | Ю ю | Я я | Ў ў | Қ қ | Ғ ғ | Ҳ ҳ |     |     |     |

- В в = /w/
- Ж ж = /dʒ/
- Ф ф = /ɸ/
- Х х = /χ/
- Ъ ъ = /ʔ/
- Ў ў = /ø/
- Қ қ = /q/
- Ғ ғ = /ʁ/
- Ҳ ҳ = /h/

### Lenguas paleosiberianas
Ortografías basadas en el cirílico se usan en varias lenguas paleosiberianas en Rusia, incluyendo el itelmen, el coriaco, el nivkh y el yucaguira.